# Rafael Pérez
Rafael Pérez Tejeda (Valencia, 10 aprile 1982) è un cestista venezuelano con cittadinanza portoricana.

## Carriera
Con il Venezuela ha disputato due edizioni dei Campionati americani (2009, 2013).